# Christopher Evan Welch
Christopher Evan Welch (Fort Belvoir (Virginia), 28 september 1965 – Santa Monica (Californië), 2 december 2013) was een Amerikaans acteur. 

## Biografie
Welch studeerde met een beurs in theaterwetenschap aan de University of Dallas in Irving (Texas), hier begon hij met het acteren. Welch startte in 1999 in de televisieserie Third Watch, waarna hij nog meerdere rollen speelde in televisieseries en films. 
Welch stierf op 2 december 2013 aan de gevolgen van longkanker in zijn woonplaats Santa Monica (Californië). Zijn laatste rol, als Peter Gregory in de televisieserie Silicon Valley (2014), werd postuum uitgezonden. 

## Filmografie

### Films
Selectie:
- 2012 Lincoln - als klerk van Edward McPherson
- 2012 The Master - als John More
- 2011 Our Idiot Brother - als Robbie
- 2008 Synecdoche, New York - als pastoor
- 2008 Vicky Cristina Barcelona - als verteller (stem)
- 2008 What Just Happened? - als studio marketing man
- 2006 The Good Shepherd - als fotografie technisch officier
- 2005 War of the Worlds - als fotograaf
- 2005 The Interpreter - als Jonathan Williams
- 2004 Keane - als motelklerk
- 2004 The Stepford Wives - als Ed Wainwright

### Televisieserie
Uitgezonderd eenmalige gastrollen.
- 2014 Silicon Valley - als Peter Gregory - 8 afl.
- 2010 Rubicon - als Grant Test - 13 afl.
- 2008-2010 Law & Order - als David Haig - 3 afl.

- Library of Congress Control Number: no2007019503
- Nationale Bibliotheek van Israël: 987007442144205171
- Virtual International Authority File: 26835137
- WorldCat: E39PBJv4gHtMbgMChR8MqPWCcP